# Косолюк
Косолюк — деревня в Дебёсском районе Удмуртской республики.

## География
Находится в восточной части Удмуртии на расстоянии приблизительно 16 км на запад-северо-запад по прямой от районного центра села Дебёссы.

## История
Известна с 1802 года как починок Люк (Косолык) с 9 дворами. В 1905 году — 24 двора, в 1924 (уже деревня Косолюк или Кусол) — 27. До 2021 года входила в состав Котегуртского сельского поселения.

## Население
Постоянное население составляло 109 человек (1873), 184 (1905), 208 (1924, все удмурты), 75 человек в 2002 году (удмурты 95 %), 60 в 2012.